# 7 (Lil Nas X-középlemez)
A 7 Lil Nas X amerikai rapper és énekes debütáló középlemeze, amely 2019. június 21-én jelent meg a Columbia Records kiadón keresztül. Négy kislemez jelent meg róla, a Billboard Hot 100 élére kerülő Old Town Road két verziója, illetve a Panini és a Rodeo. Közreműködött rajta Billy Ray Cyrus, Travis Barker és Cardi B. Az album pozitív és negatív reakciókat is kapott kritikusoktól. A 7 összesen hat Grammy-jelölést szerzett, amelyek közé tartozott az Év albuma díj is. Tekintve, hogy játékideje kevesebb, mint 19 perc, a legrövidebb lemez, amit jelöltek a díjra annak történetében.

## Háttér
Az album felvétele közben Lil Nas X tudatosan elkerülte azt a lehetőséget, hogy a lemez összes dala country rap legyen, az Old Town Road sikerének ellenére. Ennek ellenére szerepelt a 7-ön még egy country-inspirált dal, a Rodeo, amelyet a Panini előzött meg és mindkettőn a Take a Daytrip producercsoporttal dolgozott. Több trap alapot is küldtek neki, amelyeket elutasított.
A dalok felvételének folyamata közben Lil Nas X megosztotta a Panini és a Rodeo részleteit is közösségi média oldalain, mielőtt azokat egyáltalán befejezte volna. Ez nyomást helyezett a Take a Daytripre, hogy az előzetesek megegyezzenek a végül megjelenő dalokkal.
Lil Nas X 2019. május 18-án jelentette be a középlemezt közösségi média oldalain, a 2019. júniusi megjelenési dátummal. Ezek mellett azt mondta, hogy szerepelni fog a lemezen egyik kedvenc előadója is.

## Díjak és jelölések
| Év   | Díjátadó   | Kategória    | Eredmény | For.  |
| ---- | ---------- | ------------ | -------- | ----- |
| 2020 | Grammy-díj | Az év albuma | Jelölve  | [ 5 ] |

## Számlista
| 1.    | Old Town Road (Remix) (Billy Ray Cyrus közreműködésével) | Montero Lamar Hill Billy Ray Cyrus Jocelyn Donald Kiowa Roukema Trent Reznor Atticus Ross]                                     | 2:37 |
| 2.    | Panini                                                   | Hill Denzel Baptiste David Biral Oladipo Omishore Kurt Cobain                                                                  | 1:55 |
| 3.    | F9mily (You & Me) (Travis Barkerrel)                     | Hill Travis Barker Matt Malpass                                                                                                | 2:43 |
| 4.    | Kick It                                                  | Hill Andre Robertson Darien Bankhead Yinka Bankole                                                                             | 2:22 |
| 5.    | Rodeo (Cardi B-vel)                                      | Hill Belcalis Almánzar Baptiste Biral Jordan Thorpe Roy Lenzo Russ Chell Ann Wilson Michael Derosier Nancy Wilson Roger Fisher | 2:39 |
| 6.    | Bring U Down                                             | Hill Ryan Tedder Zach Skelton                                                                                                  | 2:12 |
| 7.    | C7osure (You Like)                                       | Hill Allen Ritter Matthew Samuels Imran Abbas Jahaan Sweet Thomas Kessler                                                      | 2:23 |
| 8.    | Old Town Road                                            | Hill Roukema ReznorRoss | 1:53 |
| 18:44 |                                                          | |      |

Feldolgozott dalok
- Old Town Road (Remix) és Old Town Road: 34 Ghosts IV, szerezte: Trent Reznor és Atticus Ross, előadta: Nine Inch Nails.
- Panini: In Bloom, szerezte: Kurt Cobain, előadta: Nirvana.

## Közreműködők
A Tidal adatai alapján.

### Zenészek
| - Lil Nas X – vokál, producer (4) - Cardi B – vokál (5) - Billy Ray Cyrus – közreműködő előadó (1) - Jocelyn "Jozzy" Donald – háttérénekes (1) - Ryan Tedder – háttérénekes (6), producer (6), basszusgitár (6), dobok (6), gitár (6) - Zach Skelton – háttérénekes (6), producer (6), basszusgitár (6), dobok (6), elektromos gitár (6) - YoungKio – producer (1, 8) - Atticus Ross – producer (1, 8) - Trent Reznor – háttérénekes, producer (1, 8) - Take a Daytrip – producer (2, 5) - Travis Barker – producer (3) - Bizness Boi – producer (4) - fwdslxsh – producer (4) | - Alone In A Boy Band – producer (4) - Roy Lenzo – producer (5) - Russ Chell – producer (5) - Boi-1da – producer (7) - Allen Ritter – producer (7) - Dot da Genius – co-producer (2) - Abaz – további produceri munka (7) - X-Plosive – további produceri munka (7) - Jahaan Sweet – további produceri munka (7) - Stephen "Johan" Feigenbaum – vonós hangszerek (4) - Yasmeen Al-Mazeedi – hegedű (4) - Eddie Benjamin – basszusgitár (6) - Danny Win – szaxofon (4) |

### Utómunka
| - Andrew "VoxGod" Bolooki – vokál producer, keverés (1) - Joe Grasso – hangmérnök (1) - Thomas Cullison – asszisztens hangmérnök (2), felvételek (4) - Andy Rodríguez – asszisztens hangmérnök (4) - Jeremie Inhaber – asszisztens hangmérnök (6) - Robin Florent – asszisztens hangmérnök (6) - Scott Desmarais – asszisztens hangmérnök (6) | - Cinco – felvételek (1) - Denzel Baptiste – felvételek (2, 5) - Matt Malpass – felvételek (3) - Jordan "DJ Swivel" Young – keverés (2, 5) - Joe Grasso – keverés (3, 4) - Eric Lagg – master (1, 3, 4) - Colin Leonard – master (2, 5) |

## Slágerlisták
| Slágerlista (2019)                     | Legmagasabb pozíció |
| -------------------------------------- | ------------------- |
| Ausztrál Albumok (ARIA)                | 5                   |
| Osztrák Albumok (Ö3 Austria)           | 72                  |
| Belga Albumok (Ultratop Flanders)      | 15                  |
| Belga Albumok (Ultratop Wallonia)      | 43                  |
| Kanadai Albumok (Billboard)            | 1                   |
| Dán Albumok (Hitlisten)                | 9                   |
| Finn Albumok (Suomen virallinen lista) | 8                   |
| Francia Albumok (SNEP)                 | 15                  |
| Német Albumok (Offizielle Top 100)     | 99                  |
| Izlandi Albumok (Tonlist)              | 4                   |
| Ír Albumok (IRMA)                      | 11                  |
| Olasz Albumok (FIMI)                   | 43                  |
| Lett Albumok (LAIPA)                   | 2                   |
| Litván Albumok (AGATA)                 | 1                   |
| Új-Zéland-i Albumok (RMNZ)             | 5                   |
| Svéd Albumok (Sverigetopplistan)       | 10                  |
| Svájci Albumok (Schweizer Hitparade)   | 63                  |
| UK Albums (OCC)                        | 23                  |
| US Billboard 200                       | 2                   |
| US Top R&B/Hip-Hop Albums (Billboard)  | 1                   |

| Év   | Slágerlista                           | Pozíció |
| ---- | ------------------------------------- | ------- |
| 2019 | Ausztrál Albumok (ARIA)               | 99      |
| 2019 | Belga Albumok (Ultratop Flanders)     | 130     |
| 2019 | Belga Albumok (Ultratop Wallonia)     | 196     |
| 2019 | Kanadai Albumok (Billboard)           | 28      |
| 2019 | Dán Albumok (Hitlisten)               | 73      |
| 2019 | Francia Albumok (SNEP)                | 93      |
| 2019 | Svéd Albumok (Sverigetopplistan)      | 46      |
| 2019 | US Billboard 200                      | 46      |
| 2019 | US Top R&B/Hip-Hop Albums (Billboard) | 21      |
| 2020 | US Billboard 200                      | 79      |
| 2020 | US Top R&B/Hip-Hop Albums (Billboard) | 49      |

## Minősítések
| Régió                        | Minősítés  | Példányzám |
| ---------------------------- | ---------- | ---------- |
| Brazília (Pro-Música Brasil) | 3× Platina | 120,000    |
| Kanada (Music Canada)        | Platina    | 154,000    |
| Dánia (IFPI Danmark)         | Arany      | 10,000     |
| Franciaország (SNEP)         | Arany      | 50,000     |
| Mexikó (AMPROFON)            | Arany      | 30,000     |
| Norvégia (IFPI Norway)       | Platina    | 20,000*    |
| Svájc (IFPI Switzerland)     | Platina    | 20,000     |
| Egyesült Államok (RIAA)      | Platina    | 1,000,000  |